# Aechmea weilbachii
Aechmea weilbachii là một loài thực vật có hoa trong họ Bromeliaceae. Loài này được Didr. mô tả khoa học đầu tiên năm 1854.

## Hình ảnh

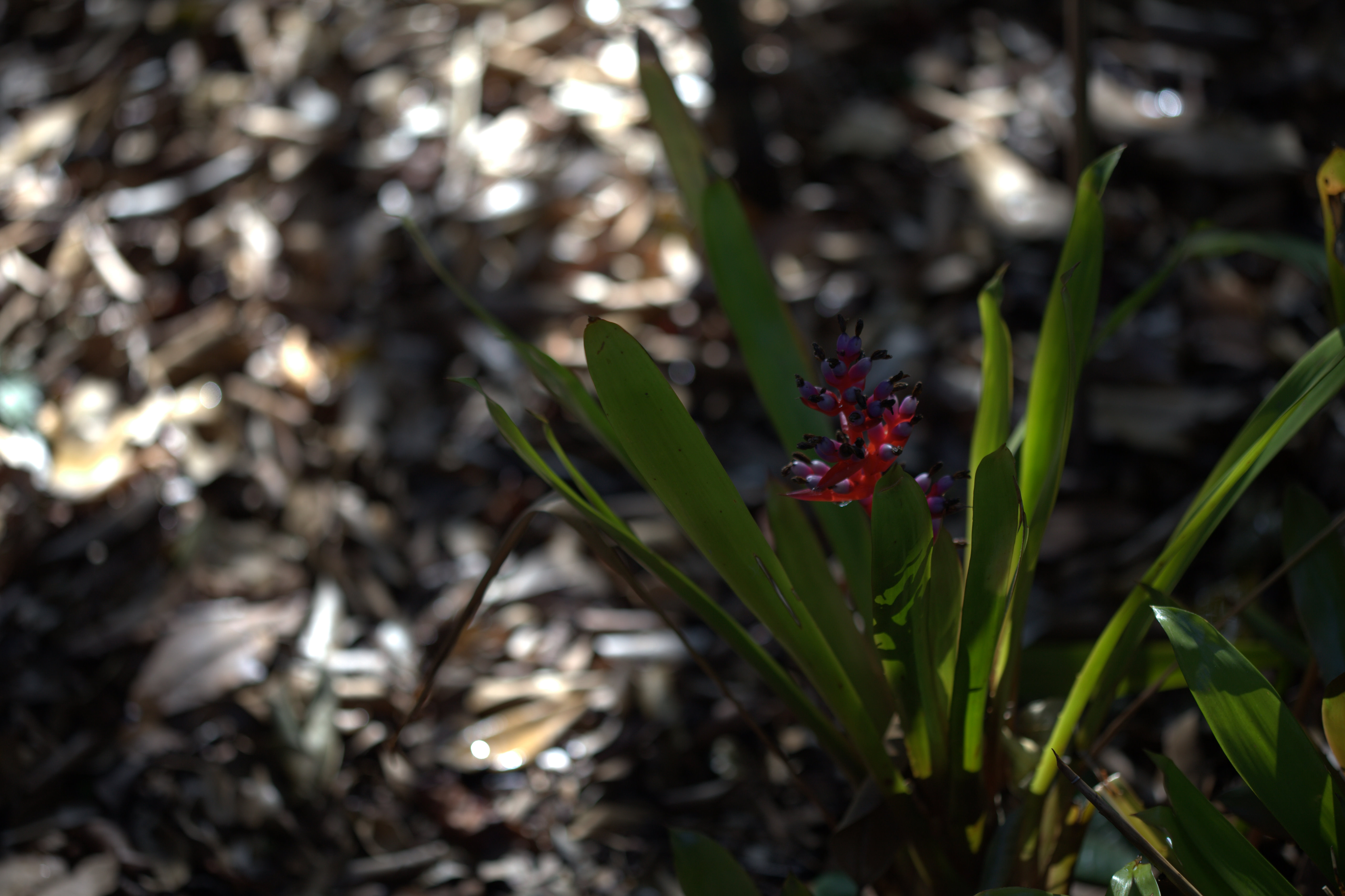
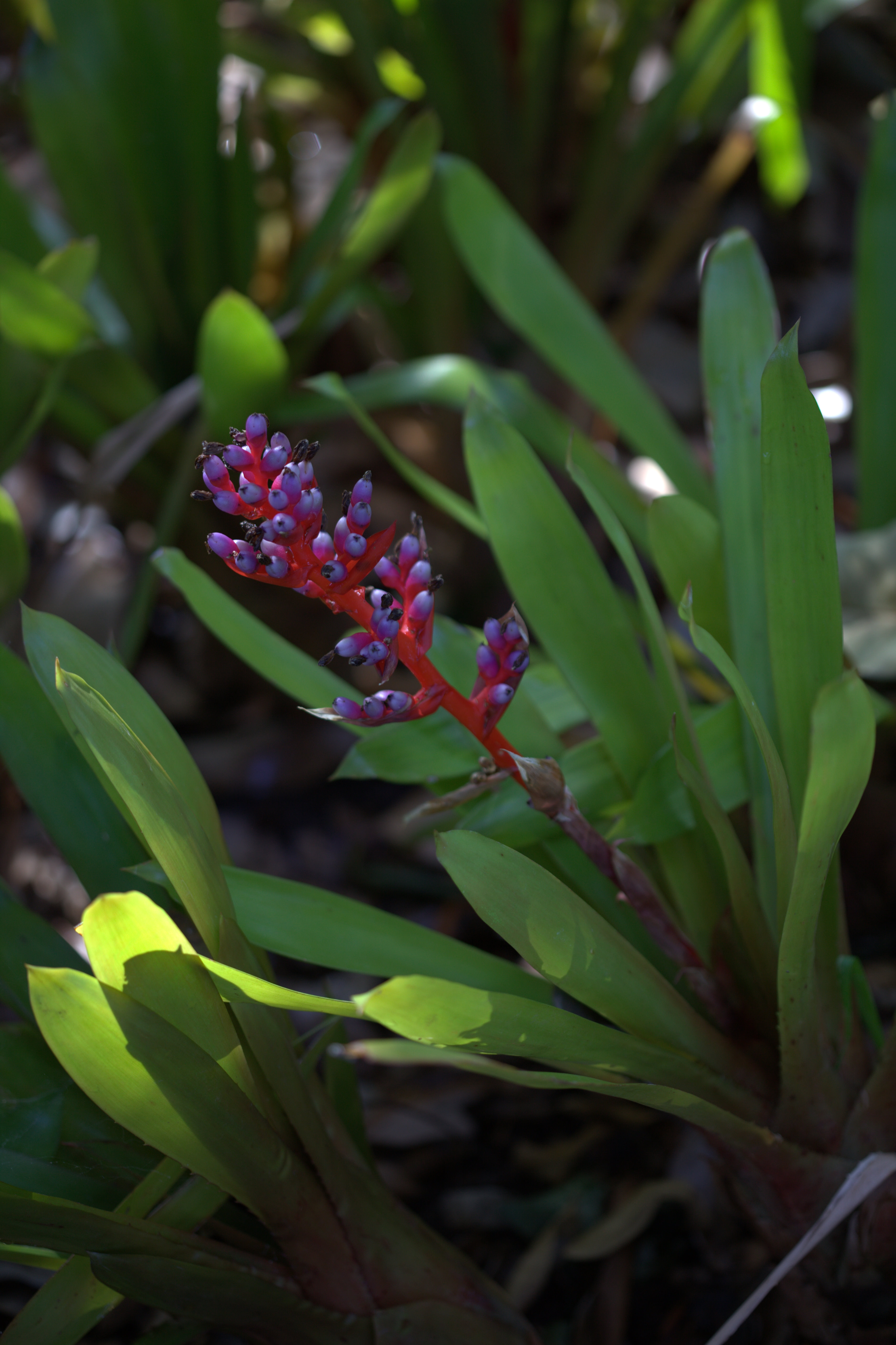
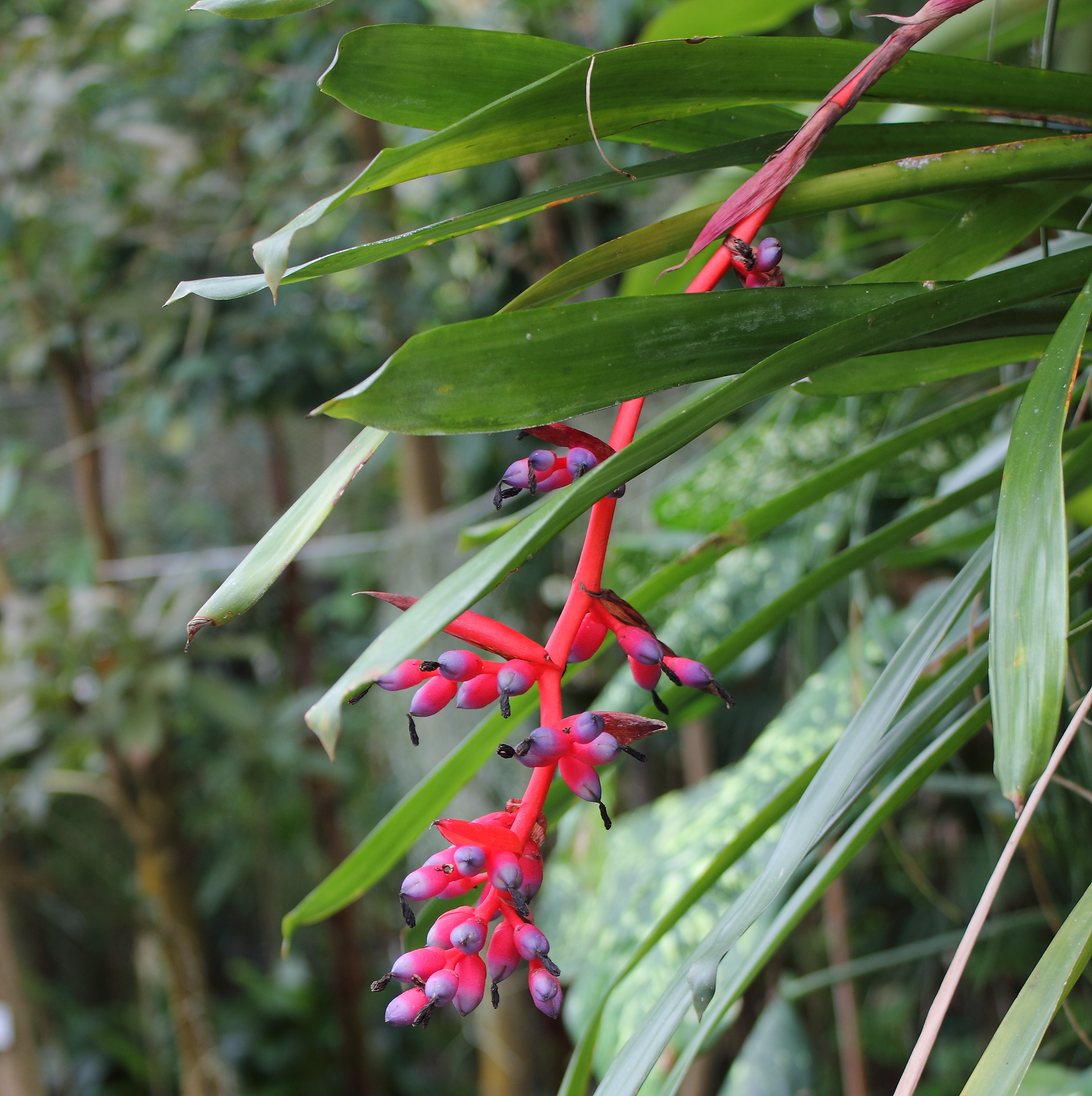